# 格格內卡
12°46′N 6°34′W / 12.767°N 6.567°W
格格內卡（法語：Guégnéka），是馬里的城鎮，位於該國西南部，由庫利科羅區的迪瓦拉省負責管轄，面積466平方公里，海拔高度314米，2009年人口41,982，人口密度每平方公里90人。